# Уилям Фентън
Уилям Нелсън Фентън (15 декември 1908 – 17 юни 2005) е американски учен, известен с обширните си изследвания върху ирокезката история и култура. Започва проучванията си за ирокезите през 30-те години на ХХ век и публикува няколко значителни труда през следващите десетилетия. Последният му труд е публикуван през 2002 г. В карирерата си Фентън е заемал постовете директор на Музея на щата Ню Йорк и професор по антропология в Университета на щата Ню Йорк.

## Биография

### Произход, образование и ранна кариера (1908 – 1955)
Роден е през 1908 г. в Ню Рошел, щата Ню Йорк. Семейството на Уилям Фентън има контакти с индианците сенека още през 60-те години на XIX век. Той израства в западната част на щата Ню Йорк и постъпва в Колежа „Дартмут“, където се дипломира през 1931 г. и получава докторска титла в Йейлския университет през 1937 г. През 30-те години живее сред племето сенека в западен Ню Йорк, като по този начин овладява тамошния сенекски диалект (вж. ирокезки език). На 26 януари 1934 г. е осиновен от сенекския Клан на ястреба – същият клан, осиновил Люис Хенри Морган близо век по-рано.
Фентън бързо се утвърждава като име в ирокезката етнология. През 30-те и 40-те години издава редица доклади, където излага становището си по редица проблеми на ирокезката антропология. Фентън фокусира вниманието на такива теми като разнообразието в културите и взаимовръзките между северните и южните племена.
В работата си като етнолог в Бюрото по американска етнология към Смитсъновия институт, той насочва вниманието към основните исторически и етнографски източници. Извършва важни проучвания на ирокезките музика и танци.

### Зрели години (1956 – 2005)
Уилям Фентън достига позицията на старши етнолог към Смитсъновия институт през 50-те години, преди да започне работа към Щатския музей на Ню Йорк в Олбани. Там се издига до директор и събира голяма колекция от ирокезки предмети. От някои племена Фентън е критикуван за отказа си да върне някои артефакти – той приема музеите като пазители на културното наследство. Някои племена го упрекват и заради разкриването на техни свещени ритуали в неговите трудове.
Фентън напуска музея, за да стане професор по антропология в Университета на щата Ню Йорк в Олбани. Оттегля се от тази позиция през 1979 г., но остава активен участник в ирокезките изследвания, като през 1998 г., наближаващ 90 години, издава „Великият закон и Дългия дом: политическата история на ирокезите“.
Фентън умира на 96-годишна възраст на 17 юни 2005 г., на път за болницата в Купърстаун, щата Ню Йорк.